# Eryk Kałuziński
Eryk Kałuziński (* 11. Juni 1977 in Krakau, Polen) ist ein ehemaliger polnischer Handballspieler. Er ist 1,98 m groß.
Eryk Kałuziński wurde meistens im linken Rückraum eingesetzt.
Eryk Kałuziński begann in seiner Heimatstadt beim KS Hutnik Krakau mit dem Handballspiel. Mit 18 Jahren wechselte er nach Deutschland zum Landesligisten TSV 1860 Ansbach. Mit den Franken stieg er 2000 in die Oberliga auf, woraufhin er vom Regionalligisten TSG Münster verpflichtet wurde. Mit den Kelkheimern stieg er 2005 in die 2. Handball-Bundesliga-Süd auf. Gleich in seiner ersten Zweitliga-Saison wurde Kałuziński Torschützenkönig. Mit dieser Empfehlung wechselte er 2006 zum Aufsteiger TUSEM Essen, der 2005 in die Regionalliga zwangsabgestiegen war und nun die Rückkehr die erste Liga anstrebte. Mit den Essenern schaffte er 2007 auf Anhieb den Wiederaufstieg in die 1. Handball-Bundesliga. In der Saison 2007/08 allerdings war Kałuziński nur noch Reservespieler und wurde von seinem Trainer zum Verbandsliga-Team des Vereins geschickt; daraufhin wechselte er am 31. Oktober 2007 zur Eintracht Hildesheim in die zweite Liga Nord. Nach einem Jahr ging er zum Leichlinger TV. Zur Saison 2009/2010 wechselte Kaluzinski zum Zweitligisten HSV Hannover. Nach nur einer Saison in Hannover wechselte er zum ThSV Eisenach. In der Saison 2012/13 gelang ihm mit Eisenach der Aufstieg in die Bundesliga. Anschließend schloss er sich dem Oberligisten TSG Münster an. In der Saison 2016/17 lief er für den TV Gelnhausen auf und in seiner letzten aktiven Saison spielte er danach noch einmal für die TSG Münster.
Kałuzińskis Vater Alfred Kałuziński war polnischer Nationalspieler und gewann bei den Olympischen Spielen 1976 in Montreal Bronze. Wie sein Vater favorisierte Eryk die Rückennummer 13, die er beim Leichlinger TV von Moritz Ellenberg übernahm.

## Trainer
Kałuziński besitzt die B-Trainerlizenz und war von 2020 bis 2022 war Trainer des Landesligisten TGS Niederrodenbach.